# Docking@Home
Docking@Home（ドッキング・アット・ホーム）とは、Berkeley Open Infrastructure for Network Computing（BOINC）を用いた分散コンピューティングプロジェクトの一つ。デラウェア大学が主催していた。CHARMM（Chemistry at Harvard Macromolecular Mechanics）というプログラムを用いてタンパク質配位子の結合をモデル化するものであり、プロジェクトの最終的な目標は、特にHIVに関連する新しい医薬品を開発することにある。
プロジェクトは2014年5月23日に終了した。